# Oluf Mortensen Baden
Oluf Mortensen Baden, död 25 juli 1485, begraven i Roskilde domkyrka, var en dansk ärkediakon 1441, prost 1449 och biskop 1461. Oluf var son till Morten Jepsen (Baden), död i Roskilde efter 1448.
Oluf Mortensen Baden hade en lång karriär inom kyrkan. Han har även blivit uppskattad för sina insatser som byggherre vid Roskilde domkyrkas restaurering efter en stor brand som bröt ut 1443. Han stod bakom de tre vapenhusen och det magnifika Sankt Birgittas kapell. Troligen har han även haft en stor del i skapandet av de heliga tre konungarnas kapell, mer känt som Christian I:s kapell.

## Biografi
Oluf Mortensen föddes i Roskilde och var av borgerlig härkomst. Hans far bodde i staden och flera av hans släktingar var rådsmedlemmar där. När Oluf började sin karriär som präst fick han sitt heraldiska vapen, vilket finns målat på väggen i Sankt Birgittas kapell i katedralen och även återfinns på hans gravsten. Efter att Oluf blivit biskop upptogs familjen Mortensen till den adliga ätten Baden. Släkten har ofta förväxlats med Jernskæg, som bar en stor kammussla i sitt vapen.
Oluf Mortensen var ärkediakon i Roskilde 1440 och kansler för Christoffer av Bayern. Vid tiden för den stora stads- och domkyrkobranden 1443 var han ärkediakon. Tillsammans med alla andra bostäder brann hans ned i storbranden. Byggnaderna återuppfördes snabbt som dyra stenhus. Som tack för Olufs ledaregenskaper gav kapitlet honom och hans föräldrar en gravplats i domkyrkan.
Mot Kristian I:s vilja valde kapitlet Oluf Mortensens till prost. Det skapade dock inte någon bitterhet hos kungen. Några år senare som ärkebiskop gav kungen honom i uppdrag att uppföra det "heliga tre konungarnas kapell" i domkyrkan. Samtidigt donerade kungen ett gods, inte till biskop Oluf Daa utan till ärkebiskopen Oluf Mortensen.
År 1461 valde kapitlet enhälligt Oluf Mortensen till biskop. Han beskrivs vid det tillfället som "en framsynt och smart man, med berömvärd i biblisk skolning – ytterst omtänksam i andliga och världsliga frågor".
År 1464, som biskop, kunde han helga det nya kapellet som tillägnats katedralen, enligt historikern Arild Hvitfeldt. Restaureringen hade främst inkluderat förstörda valv och takläggning. Dessutom hade det varit nödvändigt att bygga om västgaveln, den övre delen av norra tornet och den västra delen av den höga kyrkans södra vägg, som var försedd med en vacker gotisk fris av svartglasad tegelsten. Den skiljer sig mycket från den äldre frisen på resten av södra väggen, som en konkret påminnelse om den stora eldsvådan. Det mest framstående monumenten som Oluf lät uppföra i domkyrkan är den finformade spiran, takryttaren, som kröner korset.
Senare fortsatte Oluf Mortensen sin byggverksamhet i domkyrkan och från en årsbok är det känt att han lät bygga båda vapenhusen vid tornen, sydväst vid den mest använda ingången och nordväst som nu utgör trapphuset till Christian IX:s kapell och att han grundade och lät uppföra Sankt Birgittes kapell på norra sidan av kyrkan för att hedra den Heliga Birgitta. Han utrustade kapellet med utsmyckningar och byggde på Maglekilde ett stenhus som bostad för kanonen vilken skulle förvalta kapellet.
Men med detta är Oluf Mortensens byggverksamhet långt ifrån uttömd. Från en gammal årsbok vet vi att han lät bygga båda verandorna vid tornen, sydväst vid den mest använda ingången till kyrkan och nordväst, som nu utgör trapphuset till Christian IX:s kapell, och att han grundade och byggde Skt. Birgittes kapell på norra sidan av kyrkan för att hedra den Heliga Birgitta. Han utrustade kapellet med varor och intresse och byggde på Maglekilde ett stenhus som bostad för kanonen som skulle förvalta kapellet.
Vid sida om sitt arbete som biskop och byggherre gjorde Oluf Mortensen betydelsefulla insatser som statsman. Han var flera gånger utsedd till rikets första kansler i viktiga politiska förhandlingar med Sverige och Hansan. Oluf var bland andra med 1466 i Jönköping om överenskommelsen om att upprätthålla den "kärleksfulla gamla förbindelsen" mellan de tre nordiska kungadömena skulle bestå. Året före sin död deltog han vid förhandlingar med Hansans sändebud.
När Kristian I skulle inrätta Köpenhamns universitet rådfrågades biskop Oluf Mortensen vid sidan om andra betrodda män. Vid detta tillfälle uttryckte biskopen sin glädje, "att kungarnas barn inte längre skulle behöva besöka de främmande folken för att få insikt i de olika vetenskaperna och inte behöva tigga om kunskap i främmande länder." Och han lovade att ge sitt beskydd till Köpenhamns universitet. Den 1 juni 1479 skedde den högtidliga invigningen av Vor Frue Kirke i Köpenhamn, där biskop Oluf Mortensen och många andra av kungarikets präster och sekulära dignitärer var närvarande. Först firades en högtidlig mässa där den Helige Andes hjälp kallades, sedan hölls ett tal för kungen och de män som hade hjälpt till att etablera universitetet och slutligen valdes de första tjänstemännen. Hela ceremonin avslutades med en högtidlig Te Deum. Vilhelm Marstrand har i sin målning från 1870–1871 uppsatt i universitetets festsal givit sin tolkning av högtidligheten.
I Roskilde gåvobok sägs att "Den 28 augusti 1485 dog den ärofulla fadern och herren, biskopen av Roskilde, Oluf Mortensen, som grundade och grundade St. Birgittes kapell och gjorde mycket för kyrkan och kapellet…".
I sin Skibby-krönika lade Paul Helgesen senare till följande stycke: "År 1485 dog Kristi värdiga far, herr Oluf Mortensen, biskop av Roskilde, vars adel inte visades i arrogans och prakt, men i högsta grad av fromhet och generositet, men efter hans död blev hans efterträdare värre och värre ". Det är förmodligen Povl Helgesens blinda hat mot biskop Joachim Rønnow som har fått honom att helt glömma att bland efterträdarna var också Lage Urne, som han själv berömt.
Oluf Mortensen begravdes i Sankt Birgittes Kapel. Han nämns i "Roskildekirkens anniversarium".

## Familj
Fader: Morten Jepsen (Baden) död i Roskilde efter 1448.